# ドキドキしちゃう
「ドキドキしちゃう」は、スガシカオの3枚目のシングル。1997年7月30日発売。

## 収録曲
（全作詞・作曲・編曲：スガシカオ）
1. ドキドキしちゃう
  - 三菱自動車工業「パジェロ・ミニ」CMソング
2. うきぶくろをもって
  - 曲中には、入れたはずのない「女の人の笑い声」が入っている。スガ本人が確認後、マスターテープをチェックしようとしたところ、なぜか紛失していたという（マスターテープが無くなったのはこの曲だけ）。なお、発見時[いつ?]は「とても人気のある曲」と具体的な曲名を伏せていた。
3. ドキドキしちゃう（Backing track）

## 収録アルバム
- Clover (#1)
- Sugarless (#2)
- ALL SINGLES BEST (#1)
- BEST HIT!! SUGA SHIKAO -1997〜2002- (#1)